# Arthur Lovegrove
Arthur Lovegrove (15 de julio de 1913-7 de noviembre de 1981) fue un dramaturgo y actor cinematográfico y televisivo de nacionalidad británica.
Nacido en Fulham, Londres (Inglaterra), fallecido en
Surrey, Inglaterra, su nombre completo era Arthur William Lovegrove.

## Filmografía
- 1948 : Noose
- 1949 : Passport to Pimlico
- 1949 : Meet Simon Cherry
- 1949 : The Adventures of PC 49: Investigating the Case of the Guardian Angel
- 1950 : Night and the City
- 1950 : Waterfront
- 1951 : The Galloping Major
- 1952 : Emergency Call
- 1952 : The Ringer
- 1952 : Escape Route
- 1953 : Three Steps to the Gallows
- 1953 : Genevieve
- 1953 : The Steel Key
- 1953 : Murder at 3am
- 1954 : The Runaway Bus
- 1954 : Devil on Horseback
- 1955 : Life with the Lyons
- 1955 : Break in the Circle
- 1955 : Passage Home
- 1955 : A Kid for Two Farthings
- 1955 : El experimento del doctor Quatermass
- 1955 : They Can't Hang Me
- 1955 : Dial 999
- 1956 : Lost
- 1956 : Jumping for Joy
- 1956 : The Secret of the Forest
- 1956 : It's Never Too Late
- 1955 : Safari
- 1956 : The Weapon
- 1957 : The Counterfeit Plan
- 1957 : Carry on Admiral
- 1957 : The Steel Bayonet
- 1958 : The Carringford School Mystery
- 1958 : A Night to Remember
- 1958 : Next to No Time
- 1959 : Naked Fury
- 1959 : Yesterday's Enemy
- 1959 : Wrong Number
- 1960 : The Shakedown
- 1960 : Las dos caras del Dr. Jekyll
- 1961 : The Night We Dropped a Clanger
- 1962 : Crooks Anonymous
- 1962 : We Joined the Navy
- 1963 : The Marked One
- 1963 : A Stitch in Time
- 1963 : Clash by Night
- 1965 : Carry On Cowboy
- 1967 : Smashing Time
- 1968 : Inspector Clouseau, el rey del peligro
- 1970 : The Rise and Rise of Michael Rimmer
- 1981 : El ojo de la aguja
- 1981 : Memoirs of a Survivor

## Obras
- Nasty Things, Murders
- Just Another Day
- Her Grace Will Be Here
- Goodnight Mrs. Puffin
- Clara's on the Curtains!
- Miss Adams Will Be Waiting
- There's Always Spring